# Phyllodonta latrata
Phyllodonta latrata is een vlinder uit de familie van de spanners (Geometridae). De wetenschappelijke naam van de soort is, als Azelina latrata, voor het eerst geldig gepubliceerd in 1857 door Achille Guénée.